# Prefixo naval
Prefixo Naval é uma combinação de letras, normalmente abreviações, utilizada antes do nome de uma embarcação civil ou militar.
Os prefixos para embarcações civis podem identificar o tipo de propulsão, tal como "SS" (steamship) - embarcação a vapor ou "MS" (motorship) - embarcação a motor, ou ainda identificar a finalidade ou uso da embarcação, tal como "RV" (research vessel) - navio de pesquisa.
Algumas vezes as letras do prefixo são separadas por uma barra - "M/S".
O uso dos prefixos também não é universal, muitos países não os utilizam.
As tabelas abaixo, listam os prefixos já utilizados.

## Prefixos gerais de embarcações civis
| Prefixo  | |
| -------- | --- |
| AHT      | Embarcação utilizada na atividade de exploração de petróleo para reboque e manuseio de âncoras. |
| AHTS     | Embarcação utilizada na atividade de exploração de petróleo para reboque, manuseio de âncoras e suprimento. |
| CRV      | Embarcação de pesquisa marinha. |
| C/F      | Balsa de transporte de veículos. |
| CS       | Embarcação de construção de cabos submarinos. |
| DB       | Chata guindaste. |
| DLB      | Balanceamento de carga dinamica |
| DCV      | Embarcação de construção de águas profundas. |
| DSV      | Embarcação utilizada para mergulho. |
| DV       | Embarcação inoperante. |
| ERRV     | Embarcação de resgate de emergência. |
| FPSO     | Embarcação do tipo "Unidade flutuante de armazenamento e transferência". |
| FPV      | Embarcação a pistão livre. |
| FPV      | Embarcação de patrulha de pesca. |
| FV       | Embarcação de pesca. |
| GTS      | Embarcação à turbina à gás. |
| HLV      | Embarcação de carga pesada. |
| HMHS     | Navio-Hospital de Sua Majestade. (i.e. HMHS Britannic) |
| HMS      | Navio de Sua Majestade. (i.e HMS Nelson) |
| HMY      | Iate de Sua Majestade. (i.e. HMY Britannia) |
| HSC      | Embarcação de alta velocidade. |
| HTV      | Embarcação de transporte de porte grande. |
| LB       | Embarcação elevadora. |
| LNG/C    | Embarcação de transporte de gás natural liquefeito. |
| LPG/C    | Embarcação de transporte de gás liquefeito de petróleo. |
| MF       | Barca a motor de transporte de passageiros ou veículos. |
| MS (M/S) | Embarcação a motor. |
| MSV      | Embarcação de abastecimento. |
| MSY      | Iate a motor. |
| MT       | Embarcação de transporte de petróleo. |
| MV (M/V) | Com o advento dos motores de combustão interna, o prefixo SS caiu em desuso, tendo sido substituído pelo M/V (motor vessel, embarcação a motor). |
| MY       | |
| NRP      | A sigla NRP (Navio da República Portuguesa) é o prefixo identificativo de um navio da Marinha Portuguesa. Assim, a designação correta da fragata Corte-Real, é NRP Corte-Real.                                                                                               |
| NRV      | Embarcação de pesquisas da OTAN. |
| NS       | Embarcação nuclear. |
| OSV      | Embarcação de apoio marítimo. |
| PS       | Embarcação a vapor à roda de remo. |
| PSV      | Embarcação utilizada na atividade de exploração de petróleo para suprimento de plataformas. |
| RV       | Embarcação de pesquisa. |
| RMS      | "Royal Mail Ship", (traduzido como "Navio de Correios Real" e, normalmente, abreviado para RMS) é um prefixo usado em embarcações mercantes britânicas contratadas pela Royal Mail (companhia postal nacional do Reino Unido) para transporte de correio. (i.e. RMS Titanic) |
| RSS      | Embarcação de pesquisa inglesa. |
| SB       | Embarcação à vela. |
| SS       | Embarcação a vapor. |
| SSCV     | Guindaste Semi-Submersível. |
| SSV      | Embarcação de treinamento a vapor. |
| ST       | Embarcação a vapor |
| STS      | Embarcação de treinamento à vela. |
| STV      | Embarcação à turbina a vapor. |
| SV       | Iate à vela. |
| SY       | Iate à vela ou iate vapor |
| TEV      | Embarcação à turbina elétrica. |
| TIV      | Embarcação à turbina. |
| TS       | Embarcação de treinamento. |
| TSS      | |
| TV       | Embarcação de treinamento. |

## Prefixos de embarcações militares
| País                                  | Service                                        | Prefixo                         | Significado |
| ------------------------------------- | ---------------------------------------------- | ------------------------------- | --- |
| Alemanha Ocidental (pré-reunificação) | Marinha Alemã                                  | FGS(OTAN)                       | Embarcação Federal Alemã (inglês: Federal German Ship; designação da OTAN - a Alemanha não utiliza prefixos internamente)                                                        |
| Alemanha (reunificada)                | Marinha Alemã                                  | FGS(OTAN)                       | Embarcação Federal Alemã (inglês: Federal German Ship; designação da OTAN - a Alemanha não utiliza prefixos internamente)                                                        |
| Argentina                             | Marinha Argentina                              | ARA                             | Marinha da República Argentina (espanhol: Armada de la Republica Argentina) |
| Austrália                             | Marinha Australiana                            | HMAS                            | Embarcação de Sua Majestade (inglês: His/Her Majesty's Australian Ship) |
| Austrália (Victoria)                  | Marinha Real                                   | HMVS                            | Embarcação Vitoriana de Sua Majestade (inglês: His/Her Majesty's Victorian Ship) (obsoleto)                                                                                      |
| Austria-Hungary                       | Marinha Austro-Húngara                         | SMS                             | Embarcação de Sua Majestade (alemão: Seiner Majestät Schiff) |
| Bahamas                               | Força Real de Defesa das Bahamas               | HMBS                            | Embarcação Bahamense de Sua Majestade (ingês: His/Her Majesty's Bahamian Ship)                                                                                                   |
| Bangladesh                            | Marinha de Bangladesh                          | BNS                             | Embarcação Navel de Bangladesh (inglês: Bangladesh Naval Ship) |
| Barbados                              | Força de Defesa de Barbados                    | HMBS                            | Embarcação Barbadiana de Sua Majestade (inglês: His/Her Majesty's Barbadian Ship)                                                                                                |
| Bélgica                               | Marinha Belga                                  | BNS(OTAN)                       | Embarcação Navel da Bégica (inglês: Belgium Naval Ship; prefixo da OTAN) |
| Brasil                                | Marinha do Brasil                              | (Sem prefixo oficial)           | Internamente o prefixo indica o tipo de embarcação |
| Brunei                                | Matinha Real de Brunei                         | KDB                             | Embarcação Real de Brunei (malaio: Kapal Di-Raja Brunei) |
| Canadá                                | Comando Marítimo das Forças Canadenses         | HMCS/NCSM                       | Embarcação Canadense de Sua Majestade (inglês: His/Her Majesty's Canadian Ship; francês: Navire Canadien de Sa Majesté)                                                          |
| Canadá                                | Comando Marítimo das Forças Canadenses         | CFAV/NAFC                       | Embarcação Auxiliar das Forças Canadenses (inglês: Canadian Forces Auxiliary Vessel; francês: Navire auxiliaire des Forces canadiennes                                           |
| Canadá                                | Guarda Costeira do Canadense                   | CCGS/NGCC                       | Embarcação da Guarda Costeira do Canadá (inglês: Canadian Coast Guard Ship; francês: Navire de Garde côtière canadienne)                                                         |
| Canadá                                | Guarda Costeira do Canadense                   | CCGC/CGCC                       | Cúter da Guarda Costeira do Canadá (inglês: Canadian Coast Guard Cutter; francês: Cotre de Garde côtière canadienne)                                                             |
| Canadá                                | Departamento de Pesca e Oceanos                | CGS                             | Embarcação do Governo Canadense (inglês: Canadian Government Ship) |
| Canadá                                | Departamento de Pesca e Oceanos                | DGS                             | Embarcação do Governo do Domínio (inglês: Dominion Government Ship (fora de uso)                                                                                                 |
| Colômbia                              | Marinha da Colômbia                            | ARC                             | Marinha da República da Colômbia (espanhol: Armada de la Republica de Colombia)                                                                                                  |
| Coreia do Sul                         | Marinha da Coreia do Sul                       | ROKS                            | Embarcação da República da Coreia (inglês: Republic of Korea Ship) |
| Dinamarca                             | Marinha Dinamarquesa                           | HDMS (dinamarquês: KDM)         | Marinha Real Dinamarquesa (dinamarquês: Kongelige Danske Marine) |
| Equador                               | Marinha Equatoriana                            | BAE                             | Navio da Marinha do Equador (espanhol: Buque de la Armada de Ecuador) |
| Estónia                               | Marinha da Estônia                             | ENS(OTAN) (estoniano: EML)      | Embarcação Naval da Estônia (inglês: Estonian Naval Ship; designação da OTAN) |
| Estónia                               | Guarda Costeira da Estônia                     | ECGS(OTAN)                      | Embarcação da Guarda Costeira da Estônia (inglês: Estonian Coast Guard Ship; designação da OTAN)                                                                                 |
| Fiji                                  | Marinha da República de Fiji                   | RFNS                            | Embarcação Naval da República de Fiji (inglês: Republic of Fiji Naval Ship) |
| Finlândia                             | Marinha da Finlândia                           | FNS                             | Embarcação da Marinha da Finlândia (inglês: Finnish Navy Ship; Os prefixos não são utilizado nas comunicações em língua finlandesa)                                              |
| França                                | Marinha Nacional                               | FS(OTAN)                        | Embarcação da França (inglês: French Ship; designação da OTAN - a França não utiliza prefixos internamente)                                                                      |
| Reino da Grécia (período monárquico)  | Marinha da Grécia                              | ΒΠ (translit.: VP)              | Embarcação Real (grego: Βασιλικόν Πλοίον;transliteração: Vassilikón Ploíon); autores de língua inglesa empregam: RHS (Royal Hellenic Ship) ou HHMS (His Hellenic Majesty's Ship) |
| Grécia                                | Marinha da Grécia                              | HS(OTAN)                        | Embarcação Helênica (inglês: Hellenic Ship; prefixo da OTAN - internamente a Grécia utiliza prefixos para indicar o tipo de embarcação)                                          |
| Guiana                                | Guarda Costeira da Guiana                      | GDFS                            | Embarcação da Força de Defesa da Guiana (inglês: Guyanese Defence Forces Ship)                                                                                                   |
| Ilhas Cook                            | Serviço de Polícia das Ilhas Cook              | CIPPB                           | Barco de Patrulha da Polícia das Ilhas Cook (inglês: Cook Islands Police Patrol Boat)                                                                                            |
| Islândia                              | Guarda Costeira da Islândia                    | ICGV (islandês: VS)             | Embarcação de Defesa (islandês: Varðskip) |
| India (pré-República)                 | Marinha da Índia                               | HMIS                            | Embarcação Indiana de Sua Majestade (inglês: His/Her Majesty's Indian Ship) |
| Índia                                 | Guarda Costeira da Índia                       | ICGS                            | Embarcação da Guarda Costeira da Índia (inglês: Indian Coast Guard Ship) |
| Índia                                 | Marinha da Índia                               | INS                             | Embarcação Naval da Índia (inglês: Indian Naval Ship) |
| Indonésia                             | Marinha da Indonésia                           | KRI                             | Embarcação da República da Indonésia (indonésio: Kapal Republik Indonesia) |
| Irlanda                               | Irish Naval ServiceServiço Naval Irlandês      | LÉ                              | Embarcação Irlandesa (irlandês Long Éireannach) |
| Israel                                | Marinha de Israel                              | INS                             | Navio da Marinha (internamente é usado o acrônimo hebraico אח"י (A.Ch.Y.) em referência a אניית חיל הים (Oniyat Heyl HaYam)                                                      |
| Reino de Itália (até 1946)            | Marinha Real Italiana                          | RN                              | Embarcação Real (italiano: Regia Nave); não oficialmente também se usa a sigla "RM" em referência a "Regia Marina"                                                               |
| Reino de Itália (até 1946)            | Marinha Real Italiana                          | R.Smg.                          | Submarino Real (italiano: Regio Sommergibile) |
| Itália                                | Marinha Militar Italiana                       | ITS(OTAN)                       | Embarcação Italiana (prefixo da OTAN - a Itália não usa prefixos internamente)                                                                                                   |
| Jamaica                               | Forças de Defesa da Jamaica                    | HMJS                            | Embarcação Jamaicaicana de Sua Majestade (inglês: His/Her Majesty's Jamaican Ship)                                                                                               |
| Japão                                 | Força Marítima de Autodefesa do Japão          | JDS ou JS                       | Embarcação de Defesa do Japão ou Embarcação do Japão (inglês: Japanese Defense Ship ou Japanese Ship)                                                                            |
| Quênia                                | Marinha do Quênia                              | KNS                             | Embarcação Naval do Quênia (inglês: Kenyan Naval Ship) |
| Kiribati                              | Kiribati Police Force                          | RKS                             | Republic of Kiribati Ship |
| Letônia                               | Latvian Navy                                   | LVNS                            | Latvian Naval Ship (prefixo da OTAN) |
| Lituânia                              | Lithuanian Navy                                | LKL LNS                         | Lietuvos Karinis Laivas -- Lithuanian Military Ship Lithuanian Ship (NATO designation)                                                                                           |
| Malásia                               | Royal Malaysian Navy                           | KD                              | Kapal Di-Raja — His Majesty's Ship, literal: Royal Ship |
| Myanmar                               | Marinha de Myanmar                             | UBS                             | Embarcação da União da Birmânia (birmanês: Bamar Sit Yay Yin) |
| Ilhas Marshall                        | Marshall Islands Police                        | RMIS                            | Republic of the Marshall Islands Ship |
| Estados Federados da Micronésia       | FSM National Police                            | FSS                             | Federated States Ship |
| México                                | Marinha do México                              | ARM                             | Armada de la República Mexicana |
| Myanmar                               | Tatmadaw Yay                                   | UMS                             | Myanma Sit Yay Yin — Union of Myanmar Ship |
| Países Baixos                         | Royal Netherlands Navy                         | HNLMS (Dutch: Hr.Ms. ou Zr.Ms.) | His/Her Netherlands Majesty's Ship (Dutch: Harer Majesteits ou Zijner Majesteits)                                                                                                |
| Nova Zelândia                         | Royal New Zealand Navy                         | HMNZS                           | His/Her Majesty's New Zealand Ship |
| Nigéria                               | Nigerian Navy                                  | NNS                             | Nigerian Naval Ship |
| Noruega                               | Royal Norwegian Navy                           | HNoMS (Norwegian: KNM)          | His Norwegian Majesty's Ship (Norwegian: Kongelige Norske Marine) |
| Noruega                               | Norwegian Coast Guard                          | NoCGV (Norwegian: KV)           | Norwegian Coast Guard Vessel (Norwegian: Kystvakten) |
| Omã                                   | Royal Navy of Oman                             | SNV                             | Sultanate Naval Vessel |
| Paquistão                             | Pakistani Navy                                 | PNS                             | Pakistani Naval Ship |
| Palau                                 | Palau Police                                   | PSS                             | Palau State Ship |
| Papua-Nova Guiné                      | Papua New Guinea Defence Force                 | HMPNGDFS                        | His/Her Majesty's Papua New Guinea Defence Force Ship |
| Peru                                  | Peruvian Navy                                  | BAP                             | Peruvian Navy Ship (Spanish: Buque Armada Peruana) |
| Peru                                  | Peruvian Navy                                  | BIC                             | Scientific Research Ship (Spanish: Buque de Investigación Científica) |
| Filipinas                             | Philippine Navy                                | BRP                             | Barko ng Republika ng Pilipinas; in use since 1 July 1980 (Ship of the Republic of the Philippines)                                                                              |
| Filipinas                             | Philippine Navy                                | RPS                             | Republic of the Philippines Ship (Obsoleto); before 1 July 1980 |
| Polónia                               | Polish Navy                                    | ORP                             | Ship of the Republic of Poland (Polish: Okręt Rzeczypospolitej Polskiej) |
| Portugal                              | Marinha Portuguesa                             | NRP                             | Navio da República Portuguesa |
| Portugal                              | Marinha Portuguesa                             | PNS(OTAN)                       | Embarcação da República Portuguesa (Portuguese Navy Ship (NATO designation, not used internally)                                                                                 |
| Portugal                              | Marinha Portuguesa                             | UAM                             | Unidade Auxiliar da Marinha - Navy Auxiliary Unit (used by the Portuguese Navy non-military ships)                                                                               |
| Roménia                               | Romanian Navy                                  | NMS                             | Nava Majestatii Sale (His/Her majesty's Ship) - used before 1945 by the Royal Romanian Navy                                                                                      |
| Roménia                               | Romanian Navy                                  | SMR                             | Serviciul Maritim Roman (The Romanian Sea Service) - used by transport ships |
| Roménia                               | Romanian Navy                                  | ROS                             | Romanian Ship (NATO designation, not used internally) |
| Rússia                                | Russian Navy                                   | RFS                             | Russian Federation Ship; Russia does not use prefixes internally |
| Arábia Saudita                        | Saudi Navy                                     | HMS                             | His Majesty's Ship — the same as the Royal Navy |
| Singapura                             | Republic of Singapore Navy                     | RSS                             | Republic of Singapore Ship |
| Ilhas Salomão                         | Royal Solomon Islands Police                   | RSIPV                           | Royal Solomon Islands Police Vessel |
| África do Sul                         | South African Navy                             | SAS                             | South African Ship (previously HMSAS - His/Her Majesty's South African Ship) |
| África do Sul                         | South African Navy                             | SATS                            | South African Training Ship |
| Espanha                               | Armada Española                                | SPS                             | Spanish Naval Ship (Spain does not use prefixes internally) |
| Sri Lanka                             | Sri Lankan Navy                                | SLNS                            | Sri Lanka Naval Ship |
| Suécia                                | Royal Swedish Navy                             | HMS                             | Hans/Hennes majestäts skepp — the same as the Royal Navy but in Swedish |
| Taiwan                                | Republic of China Navy                         | ROCS (older usage: CNS)         | Republic of China Ship (older usage: Chinese Navy Ship) |
| Tailândia                             | Royal Thai Navy                                | HTMS                            | His Thai Majesty's Ship |
| Tonga                                 | Tonga Defence Services                         | VOEA                            | Vaka O Ene Afio (His Majesty’s Vessel) |
| Turquia                               | Turkish Navy                                   | TCG                             | Ship of the Turkish Republic (Turkish: Türkiye Cumhuriyeti Gemisi) |
| Tuvalu                                | Tuvalu Police Force                            | HMTSS                           | His/Her Majesty's Tuvaluan State Ship |
| Trinidad e Tobago                     | Trinidad and Tobago Defence Force              | TTS                             | Trinidad and Tobago Ship |
| Reino Unido                           | Ships carrying mail                            | RMS                             | Royal Mail Steamer/Ship |
| Reino Unido                           | Fishery protection vessels                     | FPV                             | Fisheries Protection Vessel |
| Reino Unido                           | Royal Air Force                                | HMAFV                           | His/Her Majesty's Air Force Vessel (not currently in use) |
| Reino Unido                           | Royal Fleet Auxiliary ships                    | RFA                             | Royal Fleet Auxiliary |
| Reino Unido                           | Royal Maritime Auxiliary Service ships         | RMAS                            | Royal Maritime Auxiliary Service (obsoleto) |
| Reino Unido                           | Serco Denholm ships                            | SD                              | Vessels previously operated under RMAS prefix that are now operated under contract by Serco Denholm                                                                              |
| Reino Unido                           | Royal Navy                                     | HM Sloop                        | His/Her Majesty's Sloop (obsoleto) |
| Reino Unido                           | Royal Navy                                     | HMS                             | His/Her Majesty's Ship/Submarine |
| Reino Unido                           | Royal Navy                                     | HMSm                            | His/Her Majesty's Submarine |
| Reino Unido                           | Royal Navy                                     | HMT                             | Hired Military Transport (not currently in use) |
| Reino Unido                           | Royal Navy                                     | HMAV                            | |
| Reino Unido                           | Royal Navy                                     | HMY                             | His/Her Majesty's Yacht (not currently in use) |
| Reino Unido                           | Royal Navy                                     | HMMGB                           | His/Her Majesty's Motor Gun Boat (not currently in use) |
| Reino Unido                           | Royal Navy                                     | HMM                             | His/Her Majesty's Monitor (not currently in use) |
| Reino Unido                           | Royal Navy                                     | HMSML                           | His/Her Majesty's Small Motor Launch |
| Reino Unido                           | Royal Navy                                     | HBMS                            | His/Her Britannic Majesty's Ship (archaic) |
| Reino Unido                           | Royal Navy                                     | HM                              | His/Her Majesty's, then used with the type of ship in military use (e.g. "HM Trawler")                                                                                           |
| Reino Unido                           | Hospital ships                                 | HMHS                            | His/Her Majesty's Hospital Ship |
| Reino Unido                           | Joint Services                                 | HMSTC                           | His/Her Majesty's Sail Training Craft |
| Reino Unido                           | Trinity House                                  | THV                             | Trinity House Vessel (Lighthouse and Buoy Tender) |
| Reino Unido                           | Northern Lighthouse Board                      | NLV                             | Northern Lighthouse Vessel (Lighthouse tender) |
| Estados Unidos                        | U.S. Air Force                                 | USAF, USAFS                     | United States Air Force ship (not currently in use) |
| Estados Unidos                        | U.S. Army                                      | USAS                            | United States Army Ship |
| Estados Unidos                        | U.S. Army                                      | USAV                            | United States Army Vessel |
| Estados Unidos                        | U.S. Army                                      | USAT                            | United States Army Transport (not currently in use) |
| Estados Unidos                        | U.S. Army                                      | USAHS                           | United States Army Hospital Ship (not currently in use) |
| Estados Unidos                        | U.S. Navy                                      | USF                             | United States Frigate (obsoleto) |
| Estados Unidos                        | U.S. Navy                                      | USFS                            | United States Flagship (obsoleto) |
| Estados Unidos                        | U.S. Navy                                      | USS                             | United States Ship |
| Estados Unidos                        | U.S. Navy Military Sealift Command             | USNS                            | United States Naval Ship (USN owned, civilian crews) |
| Estados Unidos                        | U.S. Navy Military Sealift Command             | USNV                            | United States Naval Vessel (foreign-built, USN-leased, USN crews) |
| Estados Unidos                        | United States Coast Guard                      | USCGC                           | United States Coast Guard Cutter |
| Estados Unidos                        | United States Coast Guard                      | USCGD                           | United States Coast Guard Destroyer (not currently in use) |
| Estados Unidos                        | United States Lighthouse Service               | USLHT                           | United States Lighthouse Tender (obsoleto) |
| Estados Unidos                        | United States Revenue Cutter Service           | USRC                            | United States Revenue Cutter (obsoleto) |
| Estados Unidos                        | National Oceanic and Atmosphere Administration | NOAAS                           | NOAA Research Vessel |
| Uruguai                               | Uruguayan Navy                                 | ROU                             | Republica Oriental del Uruguay |
| Vanuatu                               | Vanuatu Police Force                           | RVS                             | Republic of Vanuatu Ship |
| Venezuela                             | Venezuelan Navy                                | FNV                             | Fuerzas Navales de Venezuela Usada até 1949 |
| Venezuela                             | Venezuelan Navy                                | ARV                             | Armada Republica de Venezuela Usada até 1999 |
| Venezuela                             | Venezuelan Navy                                | ARBV                            | Armada Republica Bolivariana de Venezuela |